# 共和历14年
法國共和十四年（法文：An XIV）是法國共和曆的第14年，由公元1805年9月23日到1806年9月22日，但实际上1806年1月1日開始官方已經不再用共和曆。

## 事件
- 雪月10號：官方最後一次使用共和曆